# Oenothera arizonica
Oenothera arizonica är en dunörtsväxtart som först beskrevs av Philip Alexander Munz, och fick sitt nu gällande namn av Warren Lambert Wagner. Oenothera arizonica ingår i släktet nattljussläktet, och familjen dunörtsväxter. Inga underarter finns listade i Catalogue of Life.